# 2018年NBA选秀
2018年NBA选秀在2018年6月21日在纽约布鲁克林区的巴克莱中心举行。 國家籃球協會（NBA）球隊將輪流挑選美國大學籃球業餘球員和其他符合資格的球員，包括國際球員。本次選秀成為最後一次使用2005年的加權選秀抽籤系統，新的規則使得原本選秀順位在後段的球隊中簽機率提高。這項規則已經在2017年9月28日的NBA聯盟會議中通過，但將會到2019年選秀才會實施新方案。

## 選秀情況
| PG | 控球後衛 | SG | 得分後衛 | SF | 小前鋒 | PF | 大前鋒 | C | 中鋒 |

| ^ | 表示此球员已被列入篮球名人堂               |
| * | 表示此球员被选入参加全明星赛并进入最佳阵容 |
| + | 表示此球员被选入参加全明星赛               |
| x | 表示此球员进入最佳阵容                     |
| ~ | 表示此球员被選為年度新人王                 |
| # | 表示此球员从未在NBA打球                    |

| 輪數 | 順位 | 球員                    | 位置 | 國籍            | 球隊                                                    | 學校/俱樂部                          |
| ---- | ---- | ----------------------- | ---- | --------------- | ------------------------------------------------------- | ------------------------------------ |
| 1    | 1    | 德安德魯·艾頓           | C    | 巴哈马          | 鳳凰城太陽                                              | 亞利桑那大學（一年级）               |
| 1    | 2    | 馬文·貝格利三世         | PF   | 美国            | 沙加緬度國王                                            | 杜克大學（一年级）                   |
| 1    | 3    | 盧卡·唐西奇*~           | PG   | 斯洛維尼亞      | 亞特蘭大老鷹 （交易至達拉斯）                           | 皇家馬德里（西班牙）                 |
| 1    | 4    | 小杰倫·傑克森+          | PF   | 美国            | 曼斐斯灰熊                                              | 密西根州立大學（一年级）             |
| 1    | 5    | 崔·楊 *                 | PG   | 美国            | 達拉斯獨行俠 （交易至亞特蘭大）                         | 奧克拉荷馬大學（一年级）             |
| 1    | 6    | 穆罕默德·班巴           | C    | 美国            | 奧蘭多魔術                                              | 德克薩斯大學（一年级）               |
| 1    | 7    | 溫德爾·卡特             | C    | 美国            | 芝加哥公牛                                              | 杜克大學（一年级）                   |
| 1    | 8    | 柯林·塞克斯頓           | PG   | 美国            | 克里夫蘭騎士 （來自布魯克林）                           | 阿拉巴馬大學（一年级）               |
| 1    | 9    | 凱文·諾克斯             | SF   | 美国            | 紐約尼克                                                | 肯塔基大學（一年级）                 |
| 1    | 10   | 麥凱·布里吉斯           | SF   | 美国            | 費城七六人 （來自湖人，交易至鳳凰城）                   | 維拉諾瓦大學（三年级）               |
| 1    | 11   | 謝伊·吉爾傑斯-亞歷山大* | PG   | 加拿大          | 夏洛特黃蜂 （交易至洛杉磯快艇）                         | 肯塔基大學（一年级）                 |
| 1    | 12   | 邁爾斯·布里奇斯         | SF   | 美国            | 洛杉磯快艇 （來自底特律，交易至夏洛特）                 | 密西根州立大學（二年级）             |
| 1    | 13   | 傑羅姆·羅賓森           | SG   | 美国            | 洛杉磯快艇                                              | 波士頓學院（三年级）                 |
| 1    | 14   | 小迈克尔·波特           | SF   | 美国            | 丹佛金塊                                                | 密蘇里大學（一年级）                 |
| 1    | 15   | 小特洛伊·布朗           | SF   | 美国            | 華盛頓巫師                                              | 俄勒岡大學（一年级）                 |
| 1    | 16   | 柴爾·史密斯             | SF   | 美国            | 鳳凰城太陽 （來自邁阿密，交易至費城）                   | 德克薩斯理工大學（一年级）           |
| 1    | 17   | 唐特·迪文森佐           | SG   | 美国            | 密爾瓦基公鹿                                            | 維拉諾瓦大學（二年级）               |
| 1    | 18   | 盧尼·沃克四世           | SG   | 美国            | 聖安東尼奧馬刺                                          | 邁阿密大學（一年级）                 |
| 1    | 19   | 凱文·杭特               | SG   | 美国            | 亞特蘭大老鷹 （來自明尼蘇達）                           | 馬里蘭大學（二年级）                 |
| 1    | 20   | 喬許·奧科治             | SG   | 奈及利亞 · 美国 | 明尼蘇達灰狼 （來自奧克拉荷馬）                         | 喬治亞理工學院（二年级）             |
| 1    | 21   | 格雷森·艾倫             | SG   | 美国            | 猶他爵士                                                | 杜克大學（四年级）                   |
| 1    | 22   | 錢德勒·赫奇森           | SG   | 美国            | 芝加哥公牛 （來自紐奧良）                               | 樹城州立大學（四年级）               |
| 1    | 23   | 亞倫·哈勒戴             | PG   | 美国            | 印第安那溜馬                                            | 加利福尼亞大學洛杉磯分校（一年级）   |
| 1    | 24   | 安芬利·西蒙斯           | SG   | 美国            | 波特蘭拓荒者                                            | IMG學院（高中四年级）                |
| 1    | 25   | 莫里茲·華格納           | PF   | 德国            | 洛杉磯湖人 （來自克里夫蘭透過波特蘭和克里夫蘭）         | 密西根大學（一年级）                 |
| 1    | 26   | 蘭德瑞·沙米特           | PG   | 美国            | 費城七六人                                              | 威奇托州立大學（二年级）             |
| 1    | 27   | 羅伯特·威廉斯           | C    | 美国            | 波士頓塞爾提克                                          | 德克薩斯州A&M大學（二年级）          |
| 1    | 28   | 雅各·伊文斯             | SG   | 美国            | 金州勇士                                                | 辛辛納提大學（一年级）               |
| 1    | 29   | 札南·穆薩               | SF   |                 | 布魯克林籃網 （來自多倫多）                             | 塞德維塔（克羅埃西亞）               |
| 1    | 30   | 奧馬里·斯佩爾曼         | PF   | 美国            | 亞特蘭大老鷹 （來自休士頓透過快艇）                     | 維拉諾瓦大學（一年级）               |
| 2    | 31   | 艾利·奧科博             | PG   | 法國            | 鳳凰城太陽                                              | 波城-拉克-奧爾泰茲（法國）           |
| 2    | 32   | 傑文·卡特               | PG   | 美国            | 曼斐斯灰熊                                              | 西維吉尼亞大學（三年级）             |
| 2    | 33   | 杰倫·布朗森+            | PG   | 美国            | 達拉斯獨行俠                                            | 維拉諾瓦大學（三年级）               |
| 2    | 34   | 德文特·葛拉漢           | PG   | 美国            | 亞特蘭大老鷹 （交易至夏洛特）                           | 堪薩斯大學（四年级）                 |
| 2    | 35   | 梅爾文·弗拉澤爾         | SF   | 美国            | 奧蘭多魔術                                              | 杜蘭大學（三年级）                   |
| 2    | 36   | 米契爾·羅賓森           | C    | 美国            | 沙加緬度國王                                            | 查爾梅特高中（路易斯安那州）         |
| 2    | 37   | 小蓋瑞·川特             | SG   | 美国            | 紐約尼克 （來自芝加哥，交易至波特蘭）                   | 杜克大學（一年级）                   |
| 2    | 38   | 凱里·湯瑪斯             | SG   | 美国            | 費城七六人 （來自布魯克林，交易至底特律）               | 克雷頓大學（三年级）                 |
| 2    | 39   | 艾薩克·邦加             | PG   | 德国            | 費城七六人 （來自紐約，交易至洛杉磯湖人)                | 法蘭克福天際線（德國）               |
| 2    | 40   | 羅迪昂斯·庫魯斯         | SF   | 拉脫維亞        | 布魯克林籃網 （來自湖人透過奧蘭多）                     | 巴塞隆納足球俱樂部籃球隊（西班牙）   |
| 2    | 41   | 賈萊德·范德比           | SF   | 美国            | 奧蘭多魔術 （來自夏洛特透過曼斐斯和鳳凰城，交易至丹佛） | 肯塔基大學（一年级）                 |
| 2    | 42   | 小布魯斯·布朗           | SG   | 美国            | 底特律活塞                                              | 邁阿密大學（二年級）                 |
| 2    | 43   | 賈斯汀·傑克森           | SF   | 加拿大          | 丹佛金塊 （來自快艇透過紐約）                           | 馬里蘭大學（二年級）                 |
| 2    | 44   | 伊素福·薩農             | PG   | 乌克兰          | 華盛頓巫師                                              | 奧林匹亞聯盟籃球俱樂部（斯洛維尼亞） |
| 2    | 45   | 哈米杜·迪亞洛           | SG   | 美国            | 布魯克林籃網 （來自密爾瓦基，交易至夏洛特）             | 肯塔基大學（一年級）                 |
| 2    | 46   | 德安东尼·梅尔顿         | SG   | 美国            | 休士頓火箭 （來自邁阿密透過曼斐斯）                     | 南加州大學（二年級）                 |
| 2    | 47   | 史維亞托斯拉夫·米凱盧克 | SG   | 乌克兰          | 洛杉磯湖人 （來自丹佛透過猶他和芝加哥）                 | 堪薩斯大學（四年級）                 |
| 2    | 48   | 凱塔·貝茲-迪奧普        | SF   | 美国            | 明尼蘇達灰狼                                            | 俄亥俄州立大學（三年級）             |
| 2    | 49   | 奇莫茲·莫圖             | PF   | 美国            | 聖安東尼奧馬刺                                          | 南加州大學（三年級）                 |
| 2    | 50   | 阿利茲·強森             | PF   | 美国            | 印第安那溜馬                                            | 密蘇里州立大學（四年級）             |
| 2    | 51   | 東尼·卡爾               | PG   | 美国            | 紐奧良鵜鶘 （以前從芝加哥透過紐奧良，邁阿密和紐奧良）   | 賓夕法尼亞州立大學（二年級）         |
| 2    | 52   | 文森·愛德華             | SF   | 美国            | 猶他爵士（交易至休士頓）                                | 普渡大學（四年級）                   |
| 2    | 53   | 德文·霍爾               | SG   | 美国            | 奧克拉荷馬雷霆                                          | 維吉尼亞大學（四年級）               |
| 2    | 54   | 謝克·米爾頓             | PG   | 美国            | 達拉斯獨行俠 （來自波特蘭透過丹佛，交易至費城）         | 南方衛理公會大學（三年級）           |
| 2    | 55   | 阿诺达斯·库尔博卡       | SF   | 立陶宛          | 夏洛特黃蜂 （來自克里夫蘭透過布魯克林和費城）           | 奧蘭汀籃球俱樂部（意大利）           |
| 2    | 56   | 雷·斯伯丁               | PF   | 美国            | 費城七六人 （交易至達拉斯）                             | 路易斯維爾大學（三年級）             |
| 2    | 57   | 凱文·海維               | SF   | 美国            | 奧克拉荷馬雷霆 （來自波士頓）                           | 德克薩斯大學阿靈頓分校（四年級）     |
| 2    | 58   | 湯瑪斯·威爾斯           | C    | 美国            | 丹佛金塊 （來自金州）                                   | 加利福尼亞大學洛杉磯分校（四年級）   |
| 2    | 59   | 喬治·金                 | SF   | 美国            | 鳳凰城太陽 （來自多倫多）                               | 科羅拉多大學（四年級）               |
| 2    | 60   | 科斯塔斯·安戴托昆波     | SF   | 希腊            | 費城七六人 （來自休士頓，交易至達拉斯）                 | 戴頓大學（一年級）                   |

## 樂透抽籤
2018年NBA選秀抽籤於2018年5月15日舉行。選秀的前14個簽位歸屬於14支未能进入季后赛的球队参加；它們之間的選秀順序是根據樂透抽籤決定。樂透抽籤會決定首輪前三個選秀名額的分配，首輪其他順位以及第二輪選秀順序都是按照前一個賽季中各隊勝負記錄逆序分配。
|  | 实际抽签中選结果 |

| 球隊            | 2017–18 戰績 | 抽中狀元籤的機會 | 最終順位 | 最終順位 | 最終順位 | 最終順位 | 最終順位 | 最終順位 | 最終順位 | 最終順位 | 最終順位 | 最終順位 | 最終順位 | 最終順位 | 最終順位 | 最終順位 |
| 球隊            | 2017–18 戰績 | 抽中狀元籤的機會 | 一順位   | 二順位   | 三順位   | 四順位   | 五順位   | 六順位   | 七順位   | 八順位   | 九順位   | 十順位   | 十一順位 | 十二順位 | 十三順位 | 十四順位 |
| --------------- | ------------ | ---------------- | -------- | -------- | -------- | -------- | -------- | -------- | -------- | -------- | -------- | -------- | -------- | -------- | -------- | -------- |
| 鳳凰城太陽      | 21–61        | 250              | .250     | .215     | .178     | .357     | –        | –        | –        | –        | –        | –        | –        | –        | –        | –        |
| 曼斐斯灰熊      | 22–60        | 199              | .199     | .188     | .171     | .319     | .124     | –        | –        | –        | –        | –        | –        | –        | –        | –        |
| 達拉斯獨行俠    | 24–58        | 138              | .138     | .142     | .145     | .238     | .290     | .045     | –        | –        | –        | –        | –        | –        | –        | –        |
| 亞特蘭大老鷹    | 24–58        | 137              | .137     | .142     | .145     | .085     | .323     | .155     | .013     | –        | –        | –        | –        | –        | –        | –        |
| 奧蘭多魔術      | 25–57        | 88               | .088     | .096     | .106     | –        | .262     | .359     | .084     | .004     | –        | –        | –        | –        | –        | –        |
| 芝加哥公牛      | 27–55        | 53               | .053     | .060     | .070     | –        | –        | .440     | .331     | .045     | .001     | –        | –        | –        | –        | –        |
| 沙加緬度國王    | 27–55        | 53               | .053     | .060     | .070     | –        | –        | –        | .573     | .226     | .018     | .000     | –        | –        | –        | –        |
| 布魯克林籃網[1] | 28–54        | 28               | .028     | .033     | .039     | –        | –        | –        | –        | .725     | .168     | .008     | .000     | –        | –        | –        |
| 紐約尼克        | 29–53        | 17               | .017     | .020     | .024     | –        | –        | –        | –        | –        | .813     | .122     | .004     | .000     | –        | –        |
| 洛杉磯湖人[2]   | 35–47        | 11               | .011     | .013     | .016     | –        | –        | –        | –        | –        | –        | .870     | .089     | .002     | .000     | –        |
| 夏洛特黃蜂      | 36–46        | 8                | .008     | .009     | .012     | –        | –        | –        | –        | –        | –        | –        | .908     | .063     | .001     | .000     |
| 底特律活塞[3]   | 39–43        | 7                | .007     | .008     | .010     | –        | –        | –        | –        | –        | –        | –        | –        | .935     | .039     | .000     |
| 洛杉磯快艇      | 42–40        | 6                | .006     | .007     | .009     | –        | –        | –        | –        | –        | –        | –        | –        | –        | .960     | .018     |
| 丹佛金塊        | 46–36        | 5                | .005     | .006     | .007     | –        | –        | –        | –        | –        | –        | –        | –        | –        | –        | .982     |

## 参选资格和参选者
本次选秀是基于2011年联盟与球员工会达成的新劳资协议（Collective Bargaining Agreement，CBA）制定的规则下进行。在2011年停摆时期，该CBA的制定并没有立即修改选秀规则，不过该协议呼吁球员工会与联盟管理层建立一个委员会以商讨未来选秀可能发生的变化。本次选秀的基本资格规则如下所示。
所有参加本次选秀的球员必须在2015年至少年满19岁，也就是那名球员必须在1996年12月31日或更早的时候出生。只要不符合CBA规定的「国际球员」定义的球员，就至少要在那名球员高中毕业之后一年才可以参加选秀。但如果这名球员在美国外的任意国家居住超过三年，并拥有该地的永久居留權，并且没有完成在美国的高中学业且就读的大学不在美国或没有进入大学者，就被CBA定义为「国际球员」。

### 早期參選球員

#### 大學棄學球員
- /  丹恩·艾德爾（英语：Deng Adel） – 前鋒（路易斯維爾大學）[5]
- 勞爾·艾金斯（英语：Rawle Alkins） – 後衛（亞利桑那大學）[6]
- 麥克·阿米爾斯（英语：Mike Amius） – 前鋒（西卡羅萊納大學（英语：Western Carolina University））[7]
- /  科斯塔斯·安戴托昆波 – 前鋒（戴頓大學）[8]
- 德安德魯·艾頓 – 中鋒（亞利桑那大學）[6]
- 馬文·貝格利三世 – 前鋒 / 中鋒（杜克大學）[9]
- 穆罕默德·班巴 – 中鋒（德州大學奧斯汀分校）[10]
- 凱塔·貝茲-迪奧普 – 前鋒（俄亥俄州立大學）
- 泰尚恩·貝瑞（英语：Tashawn Berry） – 後衛（达科他州大学波特诺分校（英语：Dakota College at Bottineau））
- 萊隆·布萊克（英语：Leron Black） – 前鋒（伊利諾大學厄巴納-香檳分校）[11]
- 喬丹·布蘭傑斯（英语：Jordan Brangers） – 後衛（南普萊恩斯學院（英语：South Plains College））
- 米凱爾·布里奇斯（英语：Mikal Bridges） – 前鋒（維拉諾瓦大學）[12]
- 邁爾斯·布里奇斯 – 前鋒（密西根州立大學）[13]
- 小布魯斯·布朗 – 後衛（邁阿密大學）[14]
- 小特洛伊·布朗 – 前鋒（奧勒岡大學）[15]
- 賈倫·布朗森 – 後衛（維拉諾瓦大學）[16]
- 伊利亞·布萊恩（英语：Elijah Bryant） – 後衛（楊百翰大學）
- 東尼·卡爾（英语：Tony Carr (basketball)） – 後衛（賓夕法尼亞州立大學）[17]
- 溫德爾·卡特 – 前鋒 / 中鋒（杜克大學）[18]
- 卡麥隆·查特曼（英语：Kameron Chatman） – 後衛 / 前鋒（底特律大學）[19]
- 布萊恩·克勞佛德（英语：Bryant Crawford） – 後衛（維克森林大學）[20]
- 艾瑞克·戴維斯 – 後衛（德州大學奧斯汀分校）[21]
- /  泰勒·戴維斯 – 中鋒（德州農工大學）[22]
- 馬庫斯·德瑞森 – 前鋒（喬治城大學）[23]
- 哈米杜·迪亞洛 – 後衛（肯塔基大學）[24]
- 多特·迪文森佐（英语：Donte DiVincenzo） – 後衛（維拉諾瓦大學）[25]
- 迪肯貝·迪克森（英语：Dikembe Dixson） – 前鋒（伊利諾大學芝加哥分校）[26]
- 特雷文·杜瓦爾（英语：Trevon Duval） – 後衛（杜克大學）[27]
- 德魯·厄班克斯 – 前鋒（奧勒岡州立大學）[28]
- 雅各·伊文斯（英语：Jacob Evans） – 後衛（辛辛那提大學）
- 特梅艾·弗拉澤爾（英语：Tremaine Fraiser） – 後衛（威徹斯特社區學院（英语：Westchester Community College））
- 梅爾文·弗拉澤爾（英语：Melvin Frazier） – 後衛（杜蘭大學）[29]
- /  韦尼恩·加布里埃尔 – 前鋒（肯塔基大學）[30]
- 凱撒·蓋茲（英语：Kaiser Gates） – 前鋒（澤維爾大學）[31]
- 夏·吉尔傑斯-亚历山大 – 後衛（肯塔基大學）[32]
- D. J. 霍格（英语：D. J. Hogg） – 前鋒（德州農工大學）[33]
- 亞倫·哈勒戴 – 後衛（加利福尼亞大學洛杉磯分校[34]
- 凱文·杭特 – 後衛（馬里蘭大學學院市分校）[35]
- 德安傑洛·伊斯比（英语：DeAngelo Isby） – 前鋒（猶他州立大學）
- 小杰倫·傑克森 – 前鋒（密歇根州立大學）[36]
- 賈斯汀·傑克森（英语：Justin Jackson (basketball, born 1997)） – 前鋒（馬里蘭大學學院市分校）[37]
- 伊斯梅拉·凱恩（英语：Ismaila Kane） – 前鋒（亞特蘭大大都會州立學院（英语：Atlanta Metropolitan State College））
- 德沃迪·克萊因（英语：Devonte Klines） – 後衛（蒙大拿州立大學）
- 凱文·克諾斯（英语：Kevin Knox (basketball)） – 前鋒（肯塔基大學）[38]
- 泰瑞·拉里爾（英语：Terry Larrier） – 前鋒（康乃狄克大學）[39]
- 馬爾克斯·萊徹-艾利斯（英语：Marquez Letcher-Ellis） – 前鋒（內華達大學雷諾分校）
- 曼金德·倫敦（英语：Makinde London） – 前鋒（田納西大學查塔努加分校）[40]
- 布蘭登·麥考伊（英语：Brandon McCoy） – 中鋒（內華達大學拉斯維加斯分校）[41]
- 狄安東尼·梅爾頓 – 後衛（南加州大學）[42]
- 奇莫奇·梅圖 – 前鋒（南加州大學）[43]
- 謝克·米爾頓 – 後衛（南方衛理公會大學）[44]
- 麥斯·蒙塔納（英语：Max Montana） – 前鋒（聖地牙哥州立大學）[45]
- 多勒爾·穆爾 – 中鋒（維克森林大學）[20]
- 馬利克·紐曼 – 後衛（堪薩斯大學）[46]
- 喬許·奧科治（英语：Josh Okogie） – 後衛（喬治亞理工學院）[47]
- 艾迪尼·佩納瓦（英语：Ajdin Penava） – 前鋒（馬歇爾大學）[48]
- 麥可·波特 – 前鋒（密蘇里大學）[49]
- 杰羅姆·羅賓森（英语：Jerome Robinson） – 後衛（波士頓學院）
- 米契爾·羅賓森 – 中鋒（西肯塔基大學）[50]
- 布蘭登·辛普森（英语：Brandon Sampson） – 後衛（路易斯安那州立大學）[51]
- 柯瑞·桑德斯（英语：Corey Sanders (basketball)） – 後衛（羅格斯大學新布朗斯維克分校）[52]
- 柯林·塞克斯頓 – 後衛（阿拉巴馬大學）[53]
- 蘭德瑞·沙米特 – 後衛（威奇塔州立大學）[54]
- /  Yankuba Sima – 前鋒（奧克拉荷馬州立大學）[55]
- 安芬利·西蒙斯 – 後衛（IMG學院（英语：IMG Academy））[56]
- 弗瑞德·西姆斯（英语：Fred Sims） – 後衛（芝加哥州立大學）[57]
- 柴爾·史密斯（英语：Zhaire Smith） – 後衛（德克薩斯理工大學）[58]
- 雷·斯伯丁（英语：Ray Spalding） – 前鋒（路易斯維爾大學）[5]
- 奧馬里·斯佩爾曼 – 前鋒（維拉諾瓦大學）[59]
- 凱里·湯瑪斯（英语：Khyri Thomas） – 後衛（克雷頓大學）[60]
- 小蓋瑞·特朗（英语：Gary Trent Jr.） – 後衛（杜克大學）[61]
- 阿朗佐·特里爾（英语：Allonzo Trier） – 後衛（亞利桑那大學）[6]
- 賈萊德·范德比爾特（英语：Jarred Vanderbilt） – 前鋒（肯塔基大學）[62]
- 莫里茲·華格納 – 前鋒（密西根大學）[63]
- 盧尼·沃克四世 – 前鋒（邁阿密大學）[64]
- 羅伯特·威廉斯 – 前鋒 / 後衛（德州農工大學）[65]
- 崔·楊 – 後衛（奧克拉荷馬大學）[66]

#### 國際球員
- 艾薩克·邦加（英语：Isaac Bonga） – 後衛（法蘭克福航班（英语：Frankfurt Skyliners））[67]
- 盧卡·唐西奇 – 後衛 / 前鋒（皇家馬德里）[68]
- 崔格維·赫利納森（英语：Tryggvi Hlinason） – 中鋒（瓦倫西亞籃球俱樂部）[69]
- 麥可·柯倫達（英语：Michał Kolenda） – 前鋒（Trefl Sopot (Poland)
- 阿诺达斯·库尔博卡（英语：Arnoldas Kulboka） – 前鋒（奧蘭汀籃球俱樂部（英语：Orlandina Basket））[70]
- 羅迪昂斯·庫魯斯 – 前鋒（巴塞隆納籃球俱樂部）[71]
- 德薩南·馬薩 – F, Cedevita Zagreb (Croatia)[72]
- 威廉姆斯·納斯 – SLUC Nancy Basket (France)
- 埃利·奧科博 – G, Élan Béarnais Pau-Lacq-Orthez (France)[73]
- 伊薩福·薩農 – G, Olimpija Ljubljana (Slovenia)[74]
- 菲利普·扎格拉斯基 – G, Vrijednosnice Osijek (Croatia)

### 自動獲得資格參加球員
下面僅列出未符合一般標準但自動獲得選秀資格的球員——在勞資協議（CBA）下，國際球員需在選秀當年滿22歲，若非國際球員則須高中畢業至少四年。
球員曾與NBA以外的職業籃球聯盟球隊簽約，並在選秀前終止合約，則「可能」自動獲得選秀資格。而這項資格是否符合端看該球員是否為國際球員：
- 若為國際球員，則必須曾與美國境內的非NBA球隊簽約。
- 若非國際球員，則只要曾與NBA以外的任何國家中的職業球隊簽約即可。

在勞資協議下，公民權並非決定該球員是否要依照國際球員標準。在CBA的定義下，必須符合以下所有資格才能稱為國際球員：
- 在選秀當日之前於美國境外定居超過3年。
- 並未擁有美國高中籃球資格。
- 從未就讀美國學院或大學。

以下的球員將有資格參與2018年NBA選秀：
| Player        | Team                             | Note                                                                | Ref. |
| ------------- | -------------------------------- | ------------------------------------------------------------------- | ---- |
| 李安傑洛·鮑爾 | 普列奈BC (立陶宛籃球聯盟)        | 2017年從UCLA從中移除                                                |      |
| 達林·約翰遜   | 特拉華87人 (NBA G聯盟)           | 2017年加州州立大學北嶺分校;自2017-18賽季開始專業打球.               |      |
| 比利·普雷斯頓 | KK Igokea (波斯尼亞和黑塞哥維那) | 2018年從堪薩斯大學撤出。                                            |      |
| 馬維里克·羅雲 | 萊克蘭魔術 (NBA G聯盟)           | Left NC State in 2017; playing professionally since 2017–18 season. |      |

## 外部連結
- Official site（页面存档备份，存于）